# Chasing Yesterday
Chasing Yesterday je druhé studiové album anglické rockové skupiny Noel Gallagher's High Flying Birds, které bylo vydáno 2. března 2015. Singl „In the Heat of the Moment“ vyšel 17. listopadu 2014 a „Ballad of the Mighty I“ 13. ledna 2015.

## Seznam skladeb
| Pořadí | Název                                     | Délka |
| ------ | ----------------------------------------- | ----- |
| 1.     | Riverman                                  | 5:45  |
| 2.     | In the Heat of the Moment                 | 3:32  |
| 3.     | The Girl with X-Ray Eyes                  | 5:22  |
| 4.     | Lock All the Doors                        | 3:12  |
| 5.     | The Dying of the Light                    | 4:36  |
| 6.     | The Right Stuff                           | 4:17  |
| 7.     | While the Song Remains the Same           | 2:32  |
| 8.     | The Mexican                               | 5:22  |
| 9.     | You Know We Can't Go Back                 | 3:12  |
| 10.    | Ballad of the Mighty I (s Johnnym Marrem) | 5:08  |

## Obsazení
Hlavní hudebníci
- Noel Gallagher – hlavní vokály, elektrická kytara, akustická kytara, baskytara, mellotron, klavír, klávesy, perkuse, valcha
- Paul Stacey – elektrická kytara, baskytara, mellotron, klávesy
- Jeremy Stacey – bicí
- Mike Rowe – klávesy
- The Wired Strings – smyčce

Další hudebníci
- Jim Hunt – saxofon a basklarinet (skladby 1 a 6)
- Beccy Byrne – doprovodné vokály (skladby 1, 3, 5 a 7)
- Vula Malinga – doprovodné vokály (skladby 2 a 8)
- Joy Rose – doprovodné vokály (skladba 6)
- Garry Cobain – doprovodné vokály (skladba 8)
- Johnny Marr – elektrická kytara (skladba 10)
- Rosie Danvers – aranže smyčců (skladba 10)